# Districte de Diekirch
El Districte de Diekirch és un dels tres districtes del Gran Ducat de Luxemburg. Se sotsdivideix en 5 cantons dividts en 44 municipis:
1. Clervaux
  - Clervaux
  - Consthum
  - Heinerscheid
  - Hosingen
  - Munshausen
  - Troisvierges
  - Weiswampach
  - Wincrange
2. Diekirch
  - Bettendorf
  - Bourscheid
  - Diekirch
  - Ermsdorf
  - Erpeldange
  - Ettelbruck
  - Feulen
  - Hoscheid
  - Medernach
  - Mertzig
  - Reisdorf
  - Schieren
3. Redange
  - Beckerich
  - Ell
  - Grosbous
  - Préizerdaul
  - Rambrouch
  - Redange
  - Saeul
  - Useldange
  - Vichten
  - Wahl
4. Vianden
  - Tandel
  - Putscheid
  - Vianden
5. Wiltz
  - Boulaide
  - Esch-sur-Sûre
  - Eschweiler
  - Goesdorf
  - Heiderscheid
  - Lac de la Haute-Sûre
  - Neunhausen
  - Wiltz
  - Winseler

Fa frontera amb Valònia (Bèlgica), concretament amb la Província de Luxemburg a l'oest, amb la Província de Lieja al the nord, els districtes de Luxemburg al sud i Grevenmacher al sud-est, i amb els estats alemany de Renània-Palatinat a l'est. Té una renda per capita de 49,000 $.